# Lovely Music
Lovely Music ist ein Jazzalbum des Simon Nabatov Quartet mit Ralph Alessi. Die am 9. September 2021 im Loft in Köln entstandenen Aufnahmen erschienen am 25. April 2024 auf Clean Feed Records.

## Hintergrund
Auf Lovely Music ist der in Moskau geborene Komponist und Pianist Simon Nabatov in Begleitung seines neu gegründeten Kölner Quartetts mit Sebastian Gille am Saxophon, David Helm am Bass und Leif Berger am Schlagzeug sowie dem besonderen Gast Ralph Alessi an der Trompete zu hören. Die neun Titel des Albums sind allesamt Kompositionen von Nabatov; fünf der Titel erschienen bereits auf früheren Alben von Nabatov – „Margarita“ auf dem Quintettalbum The Master and Margarita (Leo, 2001), „Nature Morte 8“ auf Nature Morte (Leo, 2001) von einem früheren Nabatov-Quartett, „Autumn Music“ auf dem gleichnamigen Leo-Album von 2003, „Old Fashioned“ und „Rickety“, beide auf dem Quintettalbum Last Minute Theory (Clean Feed, 2019).

## Titelliste
- Simon Nabatov Quartet featuring Ralph Alessi: Lovely Music (Clean Feed CF670CD)[2]

1. Koscha's Delight 5:34
2. Nature Morte 8 8:55
3. Rickety 6:01
4. Autumn Music 9:37
5. Timwork 6:40
6. Amour Fou 4:43
7. Margarita 7:35
8. Old Fashioned 9:36
9. No Doubt 8:23

Die Kompositionen stammen von Simon Nabatov.

## Rezeption

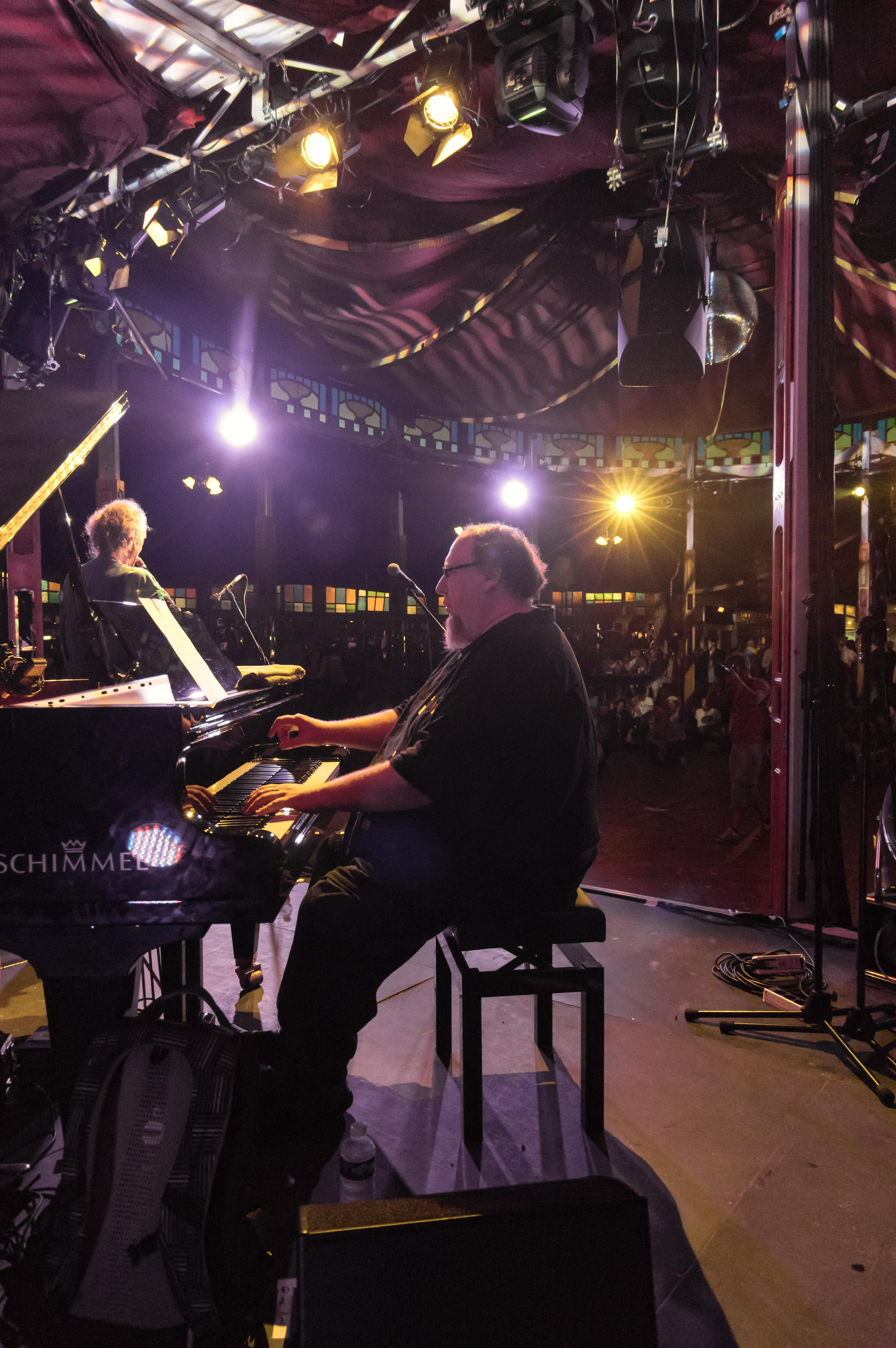
Simon Nabatov (2014)

Jeder, der mit Nabatovs Musik vertraut ist, dürfte wissen, dass diese wiederbelebten Stücke von Anfang bis Ende alle wunderschön melodisch sind, ganz im Einklang mit dem Albumtitel „Lovely Music“, schrieb John Eyles (Squid‘s Ear). Schon der Opener „Koscha’s Delight“ (der Nabatovs Hauskatze gewidmet ist) sei genauso betörend und melodisch wie die älteren Stücke und stehe völlig im Einklang mit ihnen. Infolgedessen sei das Album durchweg stimmig. Alles in allem handle es sich bei „Lovely Music“ um eines von Nabatovs besten Alben mit Kleingruppen.